# Lukianos av Antiokia
Sankt Lukianos av Antiokia (grekiska Λουκιανός Αντιοχείας eller Λουκιανός ο Αποσυνάγωγος, latin Lukianus), cirka 240 – 7 januari 312, var en tidig och mycket inflytelserik teolog och kristen lärare, i synnerhet för de östligt ortodoxa och östligt katolska. Han uppmärksammades både för sin lärdom och för sin asketiska fromhet.

## Historia
Traditionen bevarad genom Suda, att Lukianos föddes i Samosata, Kommagene, Syrien (numera Samsat, Turkiet), till kristna föräldrar och att han utbildades i den närliggande staden Edessa på Makarius skola bestyrks inte av någon annan författare. Catholic Encyclopedia tror att Suda sannolikt har smält samman historien om Lukianos med historien om Lukianos av Samosata, en hednisk satiriker som levde på 100-talet.
Lukianos vigdes till presbyter i Antiochia och uppnådde snart en befälsposition som överhuvud för den teologiska skolan i samma stad. Medan han var där reviderade han den grekiska versionen av Gamla Testamentet och de fyra evangelierna. Även om han inte delade Paulus av Samosatas teologiska åsikter föll han under misstanke vid tidpunkten för Paulus fördömande för kätteri och utvisades från kyrkan i Antiochia. Denna strid med det ortodoxa partiet varade under tre biskopars stift, Domnus, Timaios och Kyrillos, vars förvaltning förlängdes från 268 till 303. Det verkar mer troligt att Lucian var förenlig med kyrkan då Kyrillos innehade biskopsämbetet (troligtvis omkring 285) än då hans efterträdare innehade det eftersom biskoparna i Orienten fått hans elever.
Under Maximinus förföljelser greps Lukianos i Antiochia och skickades till Nikomedia där han tvingades utstå mycket tortyr under nio år i fängelse. Hans fall togs upp till prövning två gånger och båda gångerna försvarade han sig skickligt och vägrade att förneka sin kristna tro.
Hans död är osäker. Det är möjligt att han svalt ihjäl. En annan, mer trolig möjlighet är att han avrättades genom halshuggning. Det traditionella dödsdatumet är den 7 januari 312 i Nikomedia. Han begravdes i Tràpani på Nikomedias kust, en stad som senare döptes om till Helenopolis att hedra Konstantin den stores mor.
Trots, eller kanske på grund av sin heterodoxi, var Lukianos en man av oklanderlig dygd: Eusebios av Caesarea, (HE, VIII, XIII, 2) nämner hans martyrskap men anmärker inte på hans teologi. Senare, i slutskedet av den arianska kontroversen, var hans berömmelse för sin helgd inte mindre än hans rykte som lärd.
Det finns en sen tradition som säger att han drunknade i havet och att hans kropp återlämnades till land av en delfin. Ingen vet exakt varifrån denna tradition härrör.

## Teologi
Få män har lämnat en sådan djup prägel på kristendomens historia som Lukianos. Han gjorde motstånd mot de allegoriserande tendenserna i Alexandria och avvisade detta system helt. Han förespråkade ett system för bokstavlig bibeltolkning som dominerade östkyrkan under enlång tid. Nästan alla teologiska författare som baserar sina antaganden på encyklikan utfärdad 321 av Alexander av Alexandria och som förknippar Lukianos med Paulus av Samosata, menar att han var den verklige upphovsmannen till de åsikter som uttrycktes i arianismen, som förnekade Logos ("Ordet") som evigt och Kristi mänskliga själ.
Enligt sin kristologiska syn var Kristus, trots att han själv var skaparen av alla senare ting, en skapad varelse, och även om han var högre stående än alla andra skapade varelser var han skild från Gud genom en stor klyfta mellan Skaparen och Skapelsen. De stora ledarna inom den arianska rörelsen (Arius själv, Asterius, Eusebios av Nikomedia, Maris och Theognis) fick sin utbildning under Lukianos och vördade honom alltid som sin herre och grundaren av deras trossystem.

## Arv
Det mest bestående minnesmärket i Lukianos liv, jämte den kristologiska kontrovers som hans läror gav upphov till, var hans inflytande på den bibliska textstudien. Lukianos är känd för sin kritiska revidering av texten i Septuaginta och det grekiska Nya Testamentet. Hieronymos nämner att kopiorna var kända i sin dag som "exemplaria Lucianea", men på andra platser talar han snarare nedvärderande om Lukianos texter. I avsaknad av tydlig information är det omöjligt att redovisa meriterna av hans kritiska arbete. Hans kunskaper i hebreiska är osäkra, därför är det inte känt om hans revidering av Septuaginta gjordes från den ursprungliga texten.
När det gäller Nya Testamentet är det troligt att han i hög grad bidragit till den syriska recension som användes av Johannes Chrysostomos och de senare grekiska kyrkofäderna, och som ligger till grund för Textus Receptus. Han trodde i bokstavlig bemärkelse på de bibliska texterna och lade därför stor vikt vid behovet av textmässig noggrannhet.
Lukianos vördas som helgon med festdag 7 januari (Romersk-katolska kyrkan) och 15 oktober (Östortodoxa kyrkan).